# Oskar Tietz
Oskar Tietz (né le 18 octobre 1895 à Berlin et mort le 16 mai 1975 à Berlin) est un coureur cycliste allemand. Professionnel de 1922 à 1936, il s'est illustré lors des courses de six jours, remportant notamment les Six Jours de Berlin à trois reprises. Sur route, il a pris la troisième place du Tour d'Allemagne en 1930 et a participé au Tour de France la même année avec l'équipe d'Allemagne.

## Palmarès
- 1922
  - 2e de Berlin-Cottbus-Berlin
- 1923
  - Six Jours de Berlin (avec Fritz Bauer)
- 1925
  - Rund um Berlin
  - 2e des Six Jours de Berlin
- 1926
  - Tour du Harz (de)
  - 3e du Championnat de Zurich
  - 3e des Six Jours de Berlin
- 1927
  - 2e du Championnat de Zurich
  - 2e des Six Jours de Berlin
  - 3e des Six Jours de Breslau
  - 3e du Tour de Leipzig (de)
- 1928
  - 2e des Six Jours de Berlin
  - 3e des Six Jours de Leipzig
- 1929
  - Six Jours de Francfort (avec Willy Rieger)
- 1930
  - 3e du Tour d'Allemagne
- 1931
  - Six Jours de Berlin (avec Paul Broccardo)
  - 2e des Six Jours de Berlin
  - 3e des Six Jours de Cologne
  - 3e des Six Jours de Stuttgart
- 1932
  - Six Jours de Francfort (avec Adolf Schön)
  - Six Jours de Berlin (avec Paul Broccardo)
- 1933
  - Six Jours de Munich (avec Franz Lehmann)
  - 2e des Six Jours de Berlin
  - 2e des Six Jours de Francfort
  - 3e des Six Jours de Stuttgart